# クリス・ヌーナン
クリス・ヌーナン (Chris Noonan、1952年11月14日 - ) はオーストラリア・シドニー出身の映画監督・脚本家。

## 略歴
若い頃から映画に興味を持ち、16歳の時の短編でシドニー映画祭で賞を受賞している。その後Australian Film Television and Radio Schoolで映画製作を学び、ドキュメンタリーやテレビなどを手がけていた。1995年、アニマトロニクスを駆使した『ベイブ』が大ヒットし、一躍世界的に知られるようになる。また、本作でアカデミー監督賞にもノミネートされた。
2009年にはレベッカ・ライザート原作の『三番目の魔女』の映画化を手がけることがアナウンスされた。

## 主な作品
- 陽のあたる街角 Vietnam (1987) テレビシリーズ
- ベイブ Babe (1995)
- ミス・ポター Miss Potter (2006)